# Gira de los Leones Británico-Irlandeses 1993
La Gira de los Leones Británicos e Irlandeses 1993 fue el 27 tour internacional de rugby de los europeos, que tuvo lugar en Nueva Zelanda desde el 22 de mayo al 3 de julio de 1993.
Fue la primera gira de los Leones en los años 1990 y la última que se realizó en la era del amateurismo, ya que en 1995 la World Rugby declaró al rugby abierto a la profesionalización.

## Plantel
El escocés Ian McGeechan (46 años) fue nombrado entrenador en jefe, por segunda vez consecutiva.
|                           | Jugador            | Edad    | Posición      | Pruebas | Equipo             |
| ------------------------- | ------------------ | ------- | ------------- | ------- | ------------------ |
| Hookers y Pilares         |                    |         |               |         |                    |
|                           | Bandera de ?       | años    |               | 0       |                    |
| 3                         | Jason Leonard      | 24 años | Pilar         | 0       | Harlequins FC      |
| 2                         | Brian Moore        | 31 años | Hooker        | 4       | Harlequins FC      |
|                           | Bandera de ?       | años    |               | 0       |                    |
| 1                         | Nick Popplewell    | 29 años | Pilar         | 0       | Leinster Rugby     |
|                           | Bandera de ?       | años    |               | 0       |                    |
| Segundas líneas           |                    |         |               |         |                    |
| 5                         | Martin Bayfield    | 26 años | Segunda línea | 0       | Northampton Saints |
|                           | Bandera de ?       | años    | Segunda línea | 0       |                    |
| 4                         | Martin Johnson     | 23 años | Segunda línea | 0       | Leicester Tigers   |
|                           | Bandera de ?       | años    | Segunda línea | 0       |                    |
| Alas y Octavos            |                    |         |               |         |                    |
|                           | Bandera de ?       | años    |               | 0       |                    |
|                           | Bandera de ?       | años    |               | 0       |                    |
|                           | Bandera de ?       | años    |               | 0       |                    |
| 8                         | Dean Richards      | 29 años | Octavo        | 3       | Leicester Tigers   |
|                           | Bandera de ?       | años    |               | 0       |                    |
| 7                         | Peter Winterbottom | 33 años | Ala           | 5       | Harlequins FC      |
| Medios scrums             |                    |         |               |         |                    |
|                           | Robert Jones       | 27 años | Medio scrum   | 3       | Swansea RFC        |
| 9                         | Dewi Morris        | 29 años | Medio scrum   | 0       | Orrell R.U.F.C.    |
|                           | Andy Nicol         | 22 años | Medio scrum   | 0       | Dundee HSFP        |
| Aperturas y Centros       |                    |         |               |         |                    |
| 10                        | Rob Andrew         | 30 años | Apertura      | 2       | Wasps RFC          |
|                           | Stuart Barnes      | 30 años | Apertura      | 0       | Bath Rugby         |
|                           | Will Carling       | 27 años | Centro        | 0       | Harlequins FC      |
|                           | Vince Cunningham   | 26 años | Centro        | 0       | Leinster Rugby     |
| 13                        | Scott Gibbs        | 22 años | Centro        | 0       | Swansea RFC        |
| 12                        | Jeremy Guscott     | 27 años | Centro        | 2       | Bath Rugby         |
|                           | Scott Hastings     | 28 años | Centro        | 0       | Watsonians         |
| Fullbacks y Wings         |                    |         |               |         |                    |
|                           | Tony Clement       | 26 años | Fullback      | 0       | Swansea RFC        |
| 14                        | Ieuan Evans        | 29 años | Wing          | 3       | Llanelli RFC       |
| 15                        | Gavin Hastings     | 31 años | Fullback      | 3       | Watsonians         |
|                           | Ian Hunter         | 24 años | Wing          | 0       | Northampton Saints |
| 11                        | Rory Underwood     | 30 años | Wing          | 3       | Leicester Tigers   |
|                           | Tony Underwood     | 24 años | Wing          | 0       | Leicester Tigers   |
|                           | Richard Wallace    | 25 años | Wing          | 0       | Munster Rugby      |
| Entrenador: Ian McGeechan |                    |         |               |         |                    |

Forwards
- Paul Burnell
- Ben Clarke
- Damian Cronin
- Wade Dooley
- Mick Galwey
- (reemplazado por Wade Dooley)
- Kenny Milne
- Andy Reed
- Mike Teague
- Richard Webster
- Peter Wright

## Historia
Esta fue la primera visita de los Leones bajo la actual restructuración, desde 1989 las giras se realizan cada cuatro años y en el siguiente orden: Wallabies, All Blacks y Springboks.
Habían pasado 10 años desde que los neozelandeses destrozaron a los británico-irlandeses en la Gira de 1983, cuando entonces no existía la Copa del Mundo y la única victoria de los europeos había ocurrido hace más de 20 años; en la gira histórica de 1971.
Para la ocasión, los uniformes fueron provistos por la estadounidense Nike.

## Partidos de entrenamiento
| Fecha       | Rival               | Resultado |        | Lugar              | Espectadores | Ciudad         |
| ----------- | ------------------- | --------- | ------ | ------------------ | ------------ | -------------- |
| 22 de mayo  | Northland           | 17 – 30   | Leones | ¿?                 | ¿?           | Whangārei      |
| 26 de mayo  | North Harbour       | 13 – 29   | Leones | ¿?                 | ¿?           | Auckland       |
| 29 de mayo  | Māori All Blacks    | 20 – 24   | Leones | ¿?                 | ¿?           | Wellington     |
| 2 de junio  | Canterbury          | 10 – 28   | Leones | Lancaster Park     | ¿?           | Christchurch   |
| 5 de junio  | Otago Razorbacks    | 37 – 24   | Leones | ¿?                 | ¿?           | Dunedin        |
| 8 de junio  | Southland Stags     | 16 – 34   | Leones | Estadio Rugby Park | ¿?           | Invercargill   |
| 16 de junio | Taranaki Bulls      | 25 – 49   | Leones | Estadio Yarrow     | ¿?           | Nueva Plymouth |
| 19 de junio | Auckland            | 23 – 18   | Leones | Eden Park          | ¿?           | Auckland       |
| 22 de junio | Hawke's Bay Magpies | 29 – 17   | Leones | McLean Park        | ¿?           | Napier         |
| 29 de junio | Waikato Mooloos     | 38 – 10   | Leones | ¿?                 | ¿?           | Hamilton       |

## All Blacks

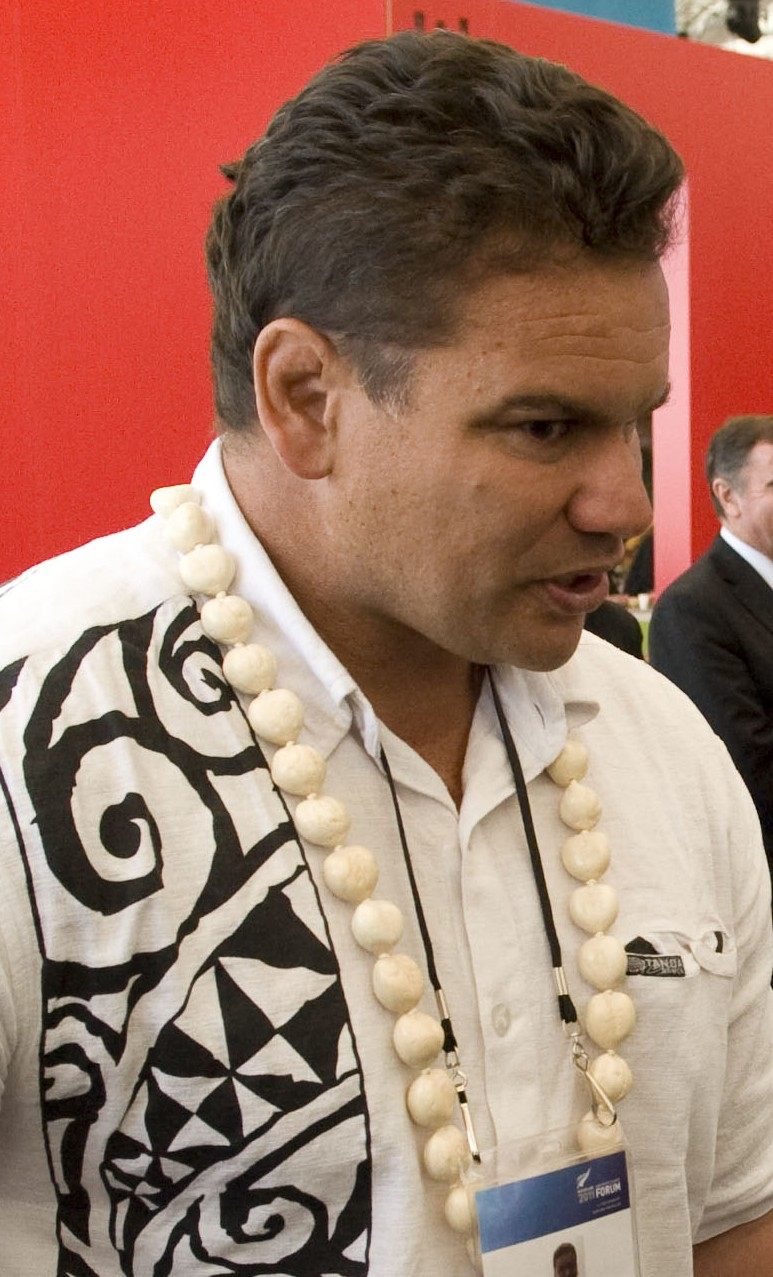
La estrella, el ala Michael Jones (7), enfrentó a los Leones.

El técnico Laurie Mains armó el plantel con los rugbistas que disputaron Inglaterra 1991.
| Forwards - Bull Allen - Robin Brooke - Zinzan Brooke - Olo Brown - Mark Cooksley - Craig Dowd - Graham Dowd - Sean Fitzpatrick - Ian Jones - Michael Jones - Jamie Joseph - Arran Pene | Backs - Frank Bunce - Eroni Clarke - Grant Fox - John Kirwan - Walter Little - Jon Preston - Lee Stensness - Ant Strachan - John Timu - Va'aiga Tuigamala |

## Pruebas
| 12 de junio de 1993 | Nueva Zelanda                                        | 20 – 18 | Leones                                               | Lancaster Park, Christchurch                             |                                                          |
|                     | Try Bunce 2' Penales Fox (5) 21', 40', 43', 52', 79' |         | Penales 11', 17', 36', 48', 53', 70' (6) G. Hastings | Asistencia: 38.000 espectadores Árbitro(s): Brian Kinsey | Asistencia: 38.000 espectadores Árbitro(s): Brian Kinsey |

### Segunda fecha
| 26 de junio de 1993 | Nueva Zelanda             | 7 – 20 | Leones                                               | Athletic Park, Wellington                                 |                                                           |
|                     | Try Clarke Conversión Fox |        | Try R. Underwood Penales (4) G. Hastings Drop Andrew | Asistencia: 39.000 espectadores Árbitro(s): Patrick Robin | Asistencia: 39.000 espectadores Árbitro(s): Patrick Robin |

### Última fecha
| 3 de julio de 1993 | Nueva Zelanda                                                                                  | 30 – 13 | Leones                                                                | Eden Park, Auckland                                       |                                                           |
|                    | Tries Bunce 27' Fitzpatrick 31' Preston 66' Conversiones Fox (3) Penales Fox (3) 43', 57', 73' |         | Try 23' Gibbs Conversión G. Hastings Penales 18', 51' (2) G. Hastings | Asistencia: 47.000 espectadores Árbitro(s): Patrick Robin | Asistencia: 47.000 espectadores Árbitro(s): Patrick Robin |